# Ameba

Ameba (アメーバ, Amēba) est un site web populaire Japonais de blogging et réseaux sociaux.
En décembre 2009, Ameba lança Ameba Now, une plate-forme de micro-blogging en concurrence avec Twitter. En mars 2009, Ameba lança Ameba Pico, une application Facebook pour le marché anglais basé sur la communauté virtuelle, Ameba Pigg.